# Badia de Cadis
Bahía de Cádiz (Badia de Cadis, en català) és una comarca andalusa situada en la província de Cadis. Està formada pels municipis de Cadis, Chiclana de la Frontera, Puerto Real, El Puerto de Santa María i San Fernando. Limita amb l'oceà Atlàntic, la Costa Noroeste de Cádiz, la Campiña de Jerez i La Janda.
L'accident geogràfic que dona nom a la comarca és la Badia de Cadis, en la qual desemboquen els rius Guadalete, Iro i el Riu Salado de Rota i en el litoral del qual abunden els aiguamolls i corrents d'aigua salada, com el Riu San Pedro i el Caño de Sancti Petri. Gran part d'aquest territori marismeny està emmarcat en el Parc Natural de la Badia de Cadis. Tots els municipis de la comarca formen part de la Mancomunitat de Municipis Badia de Cadis, de l'Àrea metropolitana de la Badia de Cadis i del Consorci de transports de la Badia de Cadis.
Chiclana de la Frontera és cap del partit judicial nº 1 de la província de Cadis, mentre que Cadis és el partit nº 4, San Fernando el 9, El Puertu de Santa María el 10 i Puerto Real el 13. Totes les localitats de la comarca formen part de la Diòcesi de Cadis i Ceuta, sota la jurisdicció eclesiàstica del bisbat homònim, sufragani de l'Arquebisbat de Sevilla. Els territoris d'aquesta comarca formaven part de l'antic Regne de Sevilla i van estar durant segles sota diversos poders jurisdiccionals, com són la Casa Reial Espanyola, que va tenir Cadis i Port Real; la Casa de Medina-Sidonia, que va tenir Chiclana; la Casa de Medinaceli, que va tenir El Puerto de Santa María i la Casa de Arcos, que va tenir San Fernando.